# Angel Angelow
Angel Angelow; bulgarisch: Ангел Ангелов; englische Transkription: Angel Angelov (* 10. Juli 1948 in Sofia) ist ein ehemaliger bulgarischer Boxer.

## Boxkarriere
Er nahm 1972 an den Olympischen Sommerspielen in München teil, wo er die Silbermedaille im Halbweltergewicht erkämpfte. Er schlug dabei in der Vorrunde Luis Contreras aus Venezuela (K. o.), im Achtelfinale Walter Desiderio Gómez aus Argentinien (4:1), im Viertelfinale Srisook Bantow aus Thailand (K. o.) und im Halbfinale Issaka Daboré aus Niger (5:0). Erst im Finale unterlag er knapp mit 2:3 gegen Ray Seales aus den USA.
Bei den Europameisterschaften 1973 in Belgrad hingegen, schied er im Halbweltergewicht bereits im Achtelfinale gegen den späteren Silbermedaillengewinner Anatoli Kamnew aus der Sowjetunion aus.